# Alexander Drummond

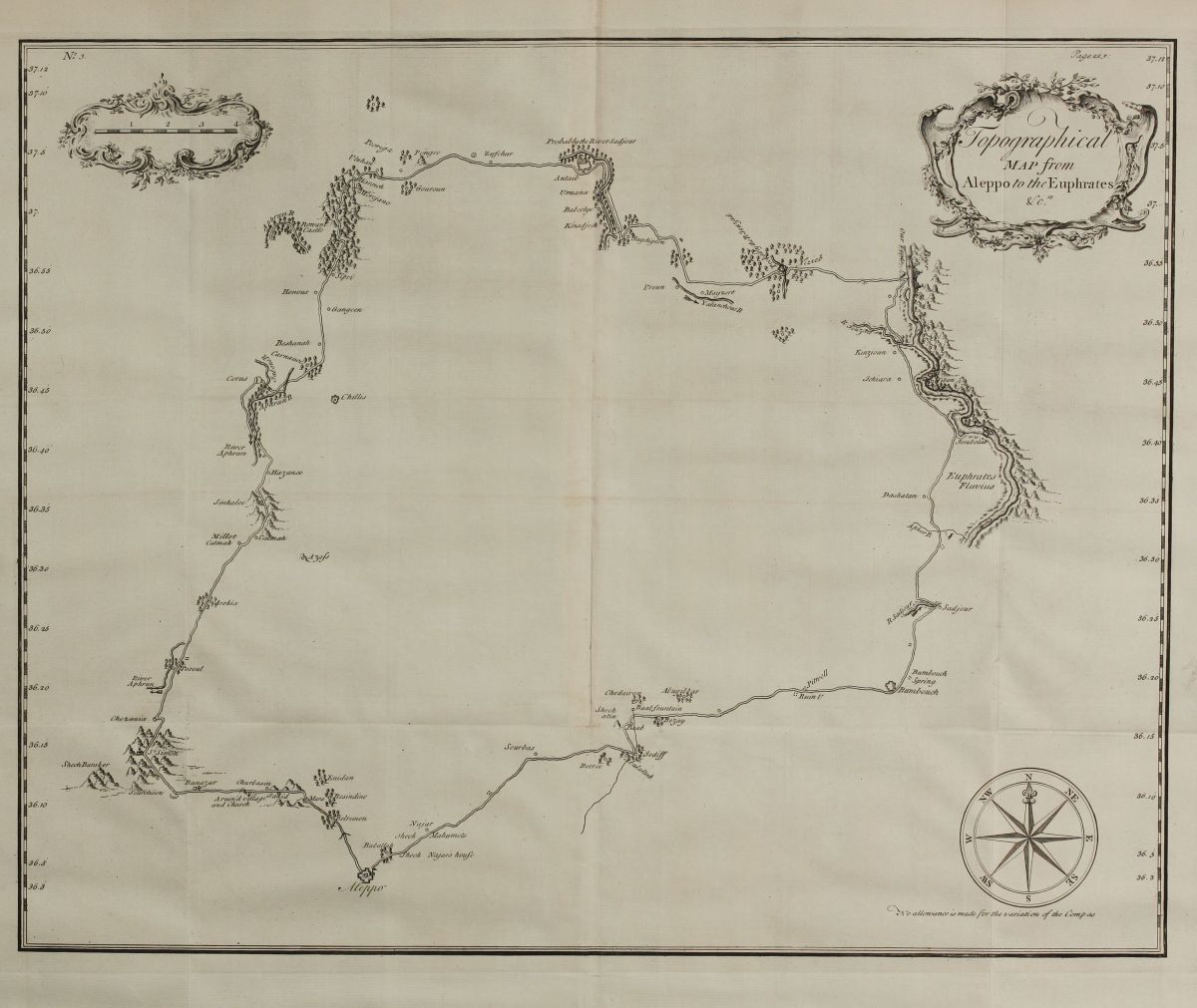
Drummonds Topographical Map from Aleppo to the Euphrates &c.^{a} wurde 1754 als Teil des Werkes Travels through Different Cities of Germany, Italy, Greece, and Several Parts of Asia veröffentlicht

Alexander Drummond (geboren am 18. Januar 1698 in Edinburgh; gestorben am 9. August 1769 ebenda) war ein schottischer Freimaurer, Reiseschriftsteller und von 1751 bis 1759 britischer Konsul im damals osmanischen Aleppo. Breitere Bekanntheit erlangte er durch seine 1754 in London veröffentlichte und später mehrfach nachgedruckte und übersetzte Reisebeschreibung Travels through Different Cities of Germany, Italy, Greece, and Several Parts of Asia. Während seiner Zeit in Aleppo gründete er die Freimaurerloge The Union Lodge from Drummond Kilwinning from Greenock, die erste Loge Schottlands im Ausland.

## Zeit in Schottland
Alexander Drummond war der Sohn von John Drummond, Kaufmann in Edinburgh (gestorben 1709), und Mary Menzies. Er war Angehöriger des Clan Drummond und Nachfahre von George Drummond (gestorben 1594), 1st of Newton of Blair, über dessen Sohn James Drummond, 1st of Boghall. Aus seinen ersten Lebensjahrzehnten ist nichts bekannt. Erste Nachrichten über sein Leben enthalten für das Jahr 1737 die Tagebücher seines älteren Bruders George Drummond (1687–1766), viele Jahre Provost of Edinburgh. Alexander Drummond geriet damals in nicht näher genannte Schwierigkeiten. Am 3. Februar 1738 wurde er Mitglied der Freimaurerloge Greenock Kilwinning. Im selben Jahr konkretisierten sich die Schwierigkeiten, die sich als Probleme mit der Zollbehörde darstellen. Eingetragen bei der Loge als Collector of the Customs at Greenock, scheint er in nicht näher zu bestimmender Funktion für die Zollbehörde gearbeitet zu haben. Ende 1738 wurde er zum Meister vom Stuhl der Loge in Greenock Kilwinning gewählt und diente in dieser Funktion 1739 und 1740. Bereits 1739 wurde er Provinzial-Großmeister über die Logen im Westen Schottlands.

## Reise in den Nahen Osten
Im Jahr 1744 brach Alexander Drummond zu seiner großen Reise in den Nahen Osten auf, einer vor allem von wirtschaftlichen Interessen geleiteten Unternehmung. Von der Hafenstadt Harwich in Essex setzte er in das südholländische Hellevoetsluis über und nahm den Landweg durch Deutschland. Stationen auf diesem Abschnitt seiner Reise waren unter anderem Köln, Koblenz, Frankfurt und Augsburg, dem er besondere Aufmerksamkeit widmete. Weiter ging es über Innsbruck, Brixen, Trient und Brescia nach Mailand, von dort via Certosa und Pavia nach Genua, wobei seine Beschreibungen sich ausführlich mit Mailand und Bologna beschäftigen. Mit dem Schiff die Küste entlang segelnd, erreichte er im Juli 1744 Livorno, das er am 24. Juli 1744 Richtung Florenz verließ.
Florenz und seine Antiken sowie Kunstsammlungen, sein gesellschaftliches Leben werden ausführlich dargestellt, bevor Drummond über Fiesole durch den Apennin nach Bologna weiterreiste, um einen längeren Aufenthalt zu nehmen. Schließlich erreichte er Venedig, wo er bis Anfang Oktober verweilte, Stadt und Umgebung erkundete und von wo aus er zu einem zweiten Besuch nach Padua zurückkehrte. Am 11. Oktober schiffte er sich in Venedig ein, um über Zakynthos die Küste der Peloponnes entlang und einen eintägigen Zwischenhalt auf Delos nehmend nach Smyrna zu segeln, das er am 25. November 1744 erreichte.

## Kleinasien, Zypern und Syrien
Smyrna, heute Izmir, war zu dieser Zeit eines der bedeutendsten Handelszentren des Osmanischen Reiches und der wichtigste Warenumschlagplatz Kleinasiens, Ziel zahlreicher europäischer Handelsreisender. Hier kam Drummond mit dem holländischen Konsul Daniel Alexander de Hochepied und britischen Handelsvertretern wie Thomas D’Aeth und Richard Lee in Kontakt. Wohl noch im selben Jahr oder zu Beginn 1745 gründete er in Smyrna möglicherweise eine Loge Drummond Kilwinning from Greenock, die allerdings keine nachweisbare Anerkennung durch die schottische Großloge erlangte. Bereits Ende Januar 1745 verließ er Smyrna wieder und segelte nach Alexandretta, seinerzeit ein Ort mit nur 150 Einwohnern und Hafen von Aleppo, um von dort weiter nach Tripoli in Syrien und dann nach Zypern zu reisen.

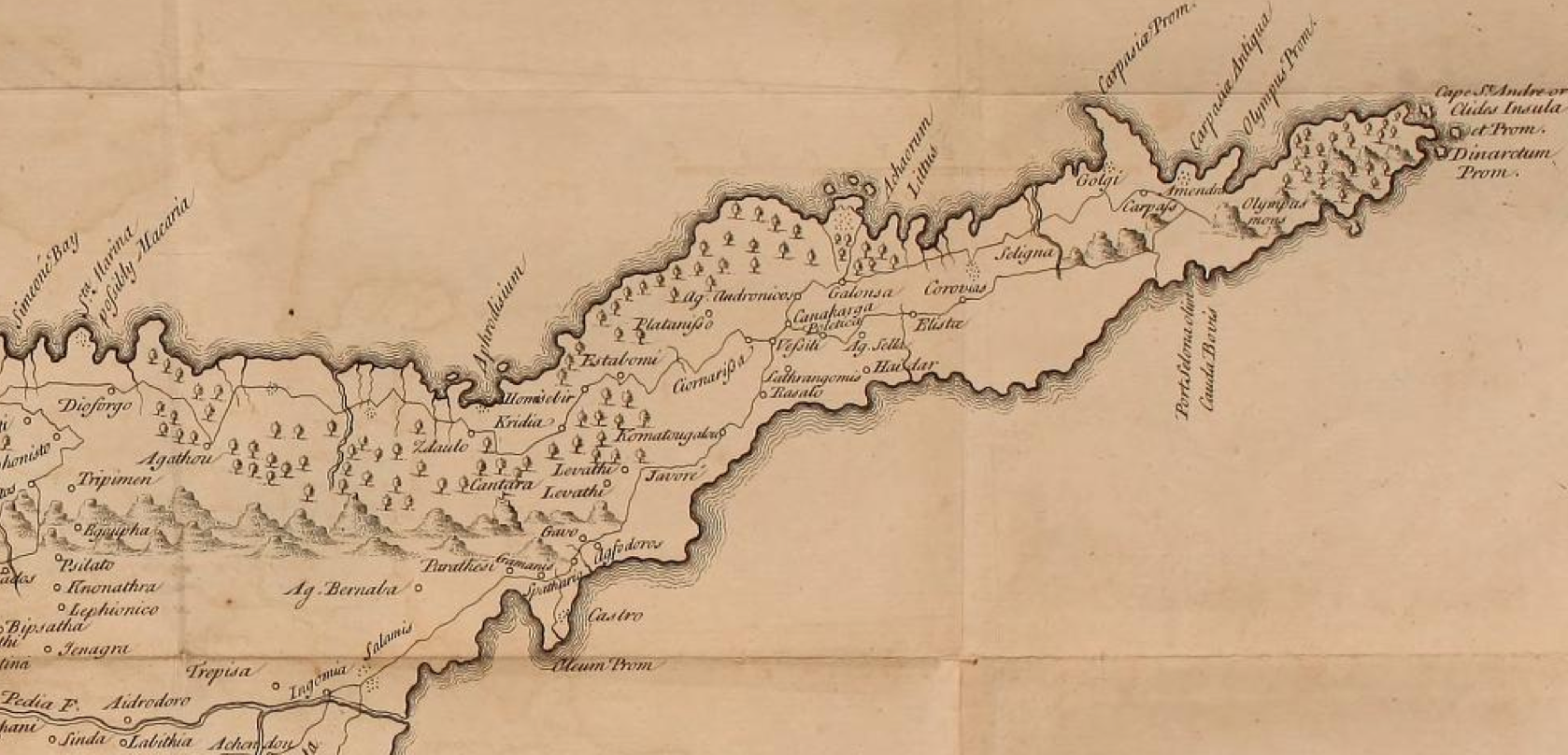
Ausschnitt aus der Zypernkarte, die Drummond in seiner 1754 publizierten Reisebeschreibung veröffentlichte (nach S. 192)

Auf Zypern begab es sich, dass ein Teil des dem Pascha von Aleppo gehörenden Harems Anfang Mai 1745 Zwischenstation auf dem Weg nach Alexandretta machte. Da der Harem mit einem französischen Schiff reiste, zu dieser Zeit jedoch britische Korsare die Gewässer des östlichen Mittelmeeres verunsicherten, begleitete Alexander Drummond auf Rat des britischen Konsuls auf Zypern, George Wakemann, und des Gouverneurs der Insel, Abdullah Paşa, als britischer Begleitschutz die Weiterfahrt, um im Fall eines Aufbringens die Korsaren von ihrem Vorhaben abzuhalten. Mit Empfehlungsschreiben von Konsul und Gouverneur an den Beylerbey von Aleppo ausgestattet, segelte Drummond mit dem Schiff am 15. Mai 1745 nach Alexandretta ab.
Erstmals kam Drummond nun nach Aleppo, machte Erkundungsreisen zu den antiken Stätten Syriens und knüpfte Kontakte zu den europäischen Handelsvertretern vor Ort. Im Mai 1747 reiste er, nun zum Vize-Konsul von Alexandretta ernannt, zu seinem neuen Wirkungsort ab. Im ungeliebten Hafenort setzte er alles daran, nach Aleppo versetzt zu werden, und begann eine umfangreiche Korrespondenz mit zahlreichen Europäern des östlichen Mittelmeerraums in Aleppo, in Tripoli, auf Zypern, aber auch in Smyrna, Konstantinopel, Marseille und Großbritannien. Noch im selben Jahr gründete er in Aleppo die The Union Lodge from Drummond Kilwinning from Greenock, die nachweislich erste Loge Schottlands im Ausland, die verbrieft 1752 in Edinburgh zugelassen wurde.

## Konsul in Aleppo

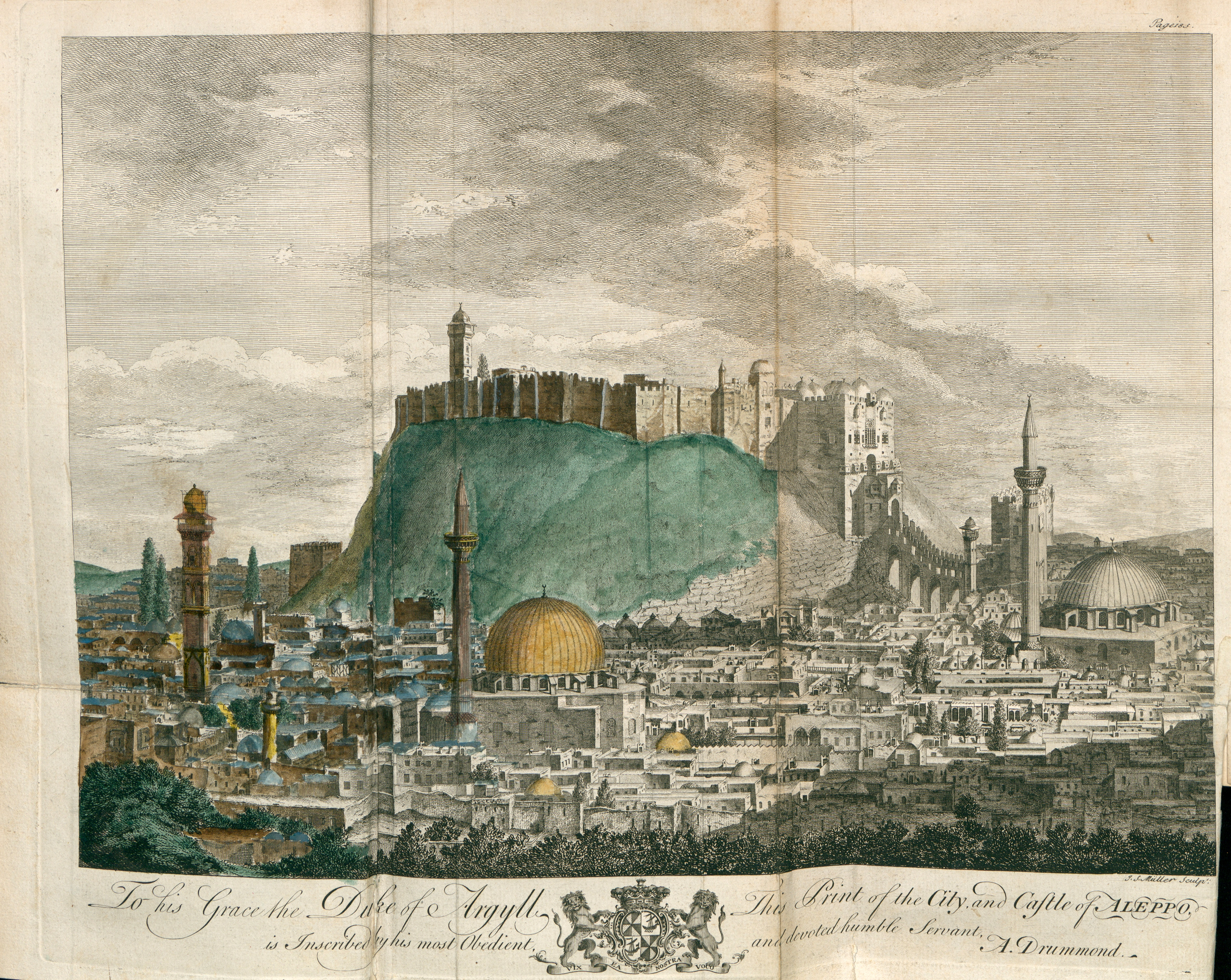
Ansicht Aleppos in Drummonds 1754 publizierter Reisebeschreibung

Im Jahr 1751 wurde Drummond endlich zum Konsul in Aleppo ernannt und behielt diesen Posten bis 1759. Während der Anfangsjahre in dieser neuen Stellung war er zugleich der von den osmanischen Behörden als auch dem niederländischen Botschafter anerkannte Vize-Konsul der Niederlande in Aleppo, zudem Vize-Konsul der Habsburgermonarchie und der Republik Venedig. Im Jahr 1754 veröffentlichte er seine Reisebeschreibungen Travels through Different Cities of Germany, Italy, Greece, and Several Parts of Asia. Die Beschreibungen sind in meist an seinen Bruder George Drummond adressierten, zwischen 1744 und 1750 verfassten Briefen gehalten und stellen insbesondere in den Zypern betreffenden Teilen ein wichtiges Dokument zu Wirtschaft und Bevölkerungsgeschichte der Insel während der osmanischen Herrschaft dar. Bereits im 18. Jahrhundert erfuhr dieser Teil seines Werkes erste Nachdrucke und Übersetzungen.
Im Jahr 1758 hatte Alexander Drummond aus gesundheitlichen Gründen um seine Entlassung gebeten, 1759 kehrte er nach Edinburgh zurück. Umgehend nahm er seine freimaurerischen Aktivitäten in seiner Heimat wieder auf und wurde 1760 Meister vom Stuhl der Loge Canongate Kilwinning. Unverheiratet und kinderlos starb er am 9. August 1769 in Edinburgh.

## Werk
- Travels through Different Cities of Germany, Italy, Greece, and Several Parts of Asia, as far as the Banks of the Euphrates. Containing an Account of what is most Remarkable in their Present State, as well as in their Monuments of Antiquity. Strahan, London 1754 (Textarchiv – Internet Archive)